# Larga Marcha 4
Larga Marcha 4 o Changzheng-4 (CZ-4) es un cohete chino de la familia de cohetes Larga Marcha, cuyo desarrollo comenzó en los años 1980.
Usa básicamente la misma etapa principal y secundaria que el Larga Marcha 3. La diferencia principal está en la tercera etapa, que usa tanques de paredes delgadas y es propulsada por dos motores con cardán, direccionables en dos ejes perpendiculares. 
El cohete fue diseñado para elevar cargas de hasta 1650 kg a órbitas polares y heliosincrónicas a alturas de 600 km o cargas de hasta 4.680 kg a órbitas bajas de 200 km de altura.
El 7 de septiembre de 1988, el CZ-4 (en su variante CZ-4A) hizo su primer vuelo lanzando con éxito el primer satélite meteorológico experimental chino. Un segundo lanzamiento de un CZ-4A puso en órbita otro satélite meteorológico el 3 de septiembre de 1990.
En 1999 se introdujo la variante CZ-4B, con una tercera etapa y una cofia mejoradas.

## Variantes

### Larga Marcha 4A
La versión básica.

#### Datos técnicos
- Carga máxima en LEO: 4.680 kg a 200 km de altura
- Carga máxima en GEO: 1.100 kg a una órbita de transferencia geoestacionaria
- Apogeo: 1.000 km
- Empuje en despegue: 2.960 kN
- Masa total: 249.000 kg
- Diámetro del cuerpo principal: 3,35 m
- Longitud total: 41,9 m

#### Primera etapa (CZ-4A-1)
- Masa llena: 182.700 kg
- Masa vacía: 9.500 kg
- Empuje (en el vacío): 3.265,143 kN
- ISP (en el vacío): 289 s
- ISP (nivel del mar): 259 s
- Tiempo de combustión: 170 s
- Diámetro: 3,35 m
- Envergadura: 6 m
- Longitud: 24,66 m
- Número de motores: 4 (YF-20B)

#### Segunda etapa (CZ-4A-2)
- Masa llena: 39.550 kg
- Masa vacía: 4.000 kg
- Empuje (en el vacío): 831,005 kN
- ISP (en el vacío): 295 s
- ISP (nivel del mar): 260 s
- Tiempo de combustión: 135 s
- Diámetro: 3,35 m
- Envergadura: 3,35 m
- Longitud: 10,41 m
- Número de motores: 1 (YF-25/23)

#### Tercera etapa (CZ-4A-3)
- Masa llena: 15.150 kg
- Masa vacía: 1.000 kg
- Empuje (en el vacío): 100,81 kN
- ISP (en el vacío): 303 s
- ISP (nivel del mar): 260 s
- Tiempo de combustión: 400 s
- Diámetro: 2,9 m
- Envergadura: 2,9 m
- Longitud: 1,92 m
- Número de motores: 1 (YF-73)

### Larga Marcha 4B
Versión con una tercera etapa y una cofia mejoradas.

#### Datos técnicos
- Carga máxima en LEO: 2800 kg a 900 km de altura
- Apogeo: 1.000 km
- Empuje en despegue: 2.960 kN
- Masa total: 249.200 kg
- Diámetro del cuerpo principal: 3,35 m
- Longitud total: 45,8 m